# Котов, Фёдор Яковлевич
Фёдор Яковлевич Котов (3 октября 1927 года — 30 декабря 2012 года) — советский государственный деятель, первый заместитель министра машиностроения СССР. Ветеран Великой Отечественной войны 1941—1945 гг.

## Биография
Родился 3 октября 1927 г. в с. Сетное Сумской области.
В 1949 году окончил Шосткинский химико-технологический техникум, в 1956 году Ленинградский Военно-механический институт.
- 1949—1961 — завод «Сибсельмаш», г. Новосибирск:
  - Мастер,
  - зам. начальника цеха по производству корпусов снарядов и авиабомб,
  - главный технолог СКТБ,
  - Начальник ОТК,
  - зам. главного инженера,
  - начальник производства.
- 1961—1964 — главный инженер Электромеханического завода.
- 1964—1969 — директор завода имнни Коминтерна г. Новосибирск.
- 1969—1976 — директор завода «Сибсельмаш» г. Новосибирск.
- 1976—1990 — первый заместитель министра машиностроения СССР.Мемориальная доска Ф. Я. Котову на здании правления завода «Сибсельмаш»

Избирался депутатом Верховного Совета СССР. Делегат XXIV Съезда КПСС.
Умер в Москве 30 декабря 2012 года.

## Награды
- Орден Ленина.
- Орден Октябрьской революции.
- 2 ордена Трудового Красного Знамени.
- медали.
- Лауреат Государственной премии СССР.

## Память
На здании правления завода «Сибсельмаш», на котором в 1969—1976 годах работал Ф. Я. Котов, установлена мемориальная доска.